# محاصره اوداوارا (۱۵۶۹)
محاصره اوداوارا (انگلیسی: Siege of Odawara) پس از شکست تاکدا شینگن در محاصره هاچیگاتا (۱۵۶۸) و قلعه تاکی‌یاما، تاکدا شینگن دست به محاصره محل سکونت خاندان هوجوی اخیر یعنی قلعه اوداوارا زد. محاصره تنها سه روز پس از آنکه نیروهای تاکدا شهر اوداوارا را به آتش کشیدند، به طول انجامید. خود قلعه اوداوارا سقوط نکرد و باز در دست خاندان هوجو باقی ماند.